# جوكريت
جوكريت هو نادي هوكي الجليد للمحترفين يقع مقره في هلسنكي ويلعب حالياً في دوري الهوكي للقارات،فاز الفريق في السابق ب 6 ألقاب في الدوري الفنلندي.